# تل شیراز (روستا)
تل شیراز، روستایی در دهستان جهادآباد بخش مرکزی شهرستان عنبرآباد در استان کرمان ایران است.

## جمعیت
بر پایه سرشماری عمومی نفوس و مسکن در سال ۱۳۹۵، جمعیت این روستا برابر با ۹۲۸ نفر (۲۸۱ خانوار) بوده است.